# Gulkronad elenia
Gulkronad elenia (Myiopagis flavivertex) är en fågel i familjen tyranner inom ordningen tättingar.

## Utseende och läte
Gulkronad elenia är en liten och oansenlig fågel med relativt lång stjärt. Fjäderdräkten är övervägande färglös, med otydligt vingband. Det gula på hjässan som gett arten dess namn är mycket svårt att se i fält. Den liknar mest grönaktig elenia, men vingbanden är tydligare. Skogselenian har tydligare tecknat ansikte och en vit fläck på hjässan. Sången beskrivs som ett explosivt avstannande kackel.

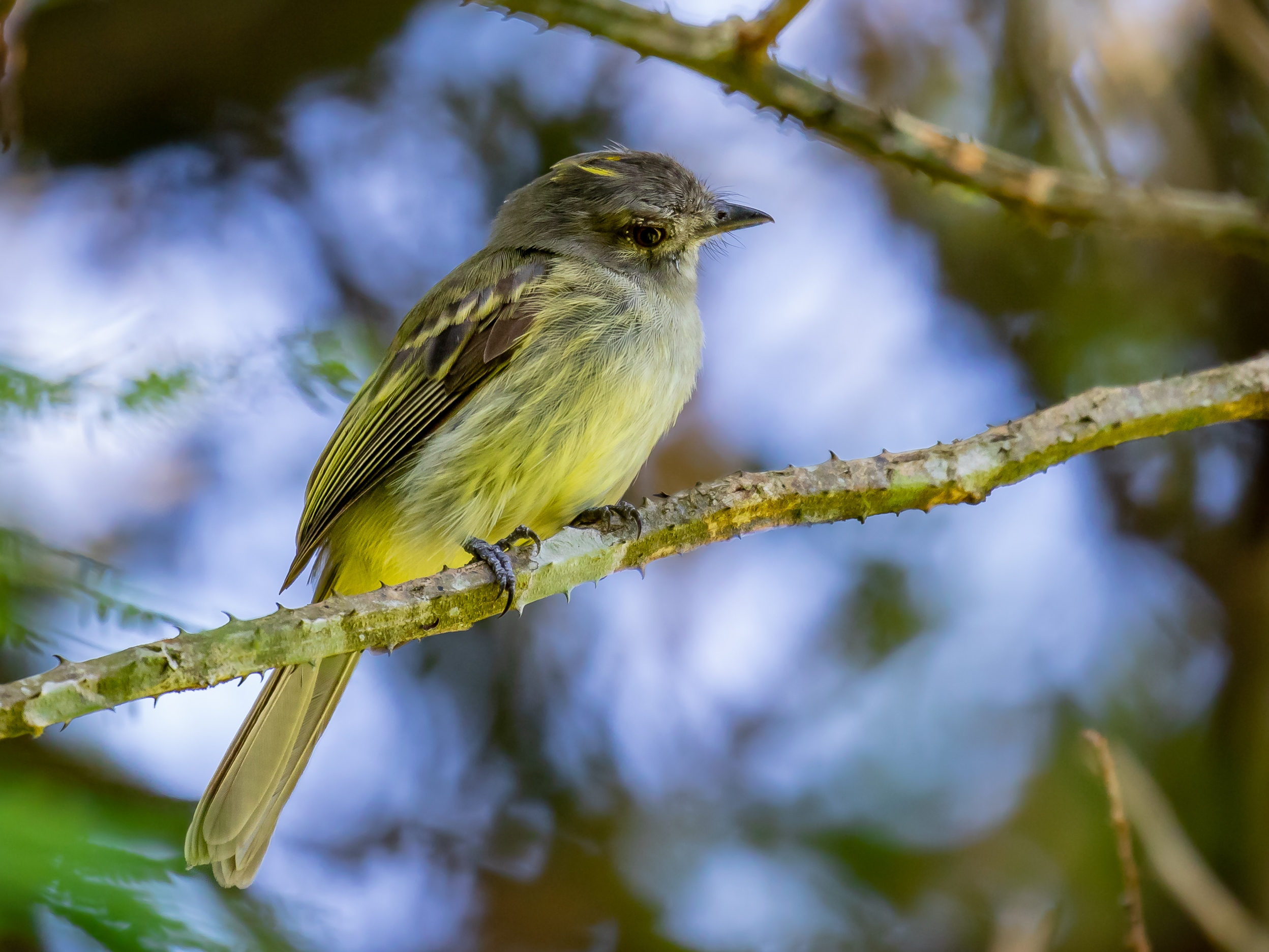

## Utbredning och systematik
Fågeln förekommer från södra Venezuela till Guyanaregionen, nordöstra Peru och västra Amazonområdet i Brasilien. Den behandlas som monotypisk, det vill säga att den inte delas in i några underarter.

## Levnadssätt
Gulkronad elenia hittas i kustnära sumpmarker och säsongsmässigt översvämmade skogar där den bebor skogens övre skikt. Den kan också påträffas i övergivna plantage och andra av människan påverkade miljöer och kan då ses närmare marken. Födan består av frukt och insekter.

## Status och hot
Arten har ett stort utbredningsområde, men tros minska i antal, dock inte tillräckligt kraftigt för att den ska betraktas som hotad. Internationella naturvårdsunionen IUCN listar arten som livskraftig (LC).

## Namn
Elenia är en försvenskning av det vetenskapliga släktesnamnet Elaenia, som i sin tur kommer från grekiskans elaineos, "från olivolja", det vill säga olivfärgad.